# زمت الصرود
زُمَّتُ الصُّرُودِ أو الزُّمت أصفر المنقار أو الغُرَابُ الأَعْصَمُ اللُّبْنَانِيُّ أو زُمَّت الجرود أو الزاغ مُصفّر المنقار (الاسم العلمي: Pyrrhocorax graculus) هو طائر من الغرابيات، وهو أحد نوعين ينتميان لجنس الزُّمَّت. ينتشر في الجبال العالية من إسبانيا شرقًا عبر جنوب أوروبا والمغرب إلى آسيا الوسطى ونيبال، وربما يُفرخ على ارتفاع أعلى من أي طائر آخر. يتكيف البيض مع الغلاف الجوي الرقيق ما يؤدي إلى تحسين امتصاص الأكسجين وتقليل فقدان الماء.
يتميز هذا الطائر بكسوة سوداء لامعة، ومنقار أصفر، وساقين حمراوتين، ونداءات مميزة ولديه طيران بهلواني وخفيف. تتزاوج زمتان الصرود مدى الحياة وتظهر إخلاصها لموقع تعشيشها، والذي عادة ما يكون كهفًا أو شقًا في وجه جرف. يبني عشًا من عصي ويُبطنه وتضع أنثاه من ثلاث إلى خمس بيضات بيضاء مبقعة باللون البني. يتغذى، عادة في أسراب، على المراعي قصيرة الأعشاب، ويقتات أساسًا على اللافقاريات في الصيف والفاكهة في الشتاء ويقترب بسهولة من المواقع السياحية للعثور على مخلفات الطعام.
مع أنه يتعرض للافتراس والتطفل، والتغيرات في الممارسات الزراعية التي تسببت في انخفاض عدد الجمهرات، إلا أن هذا النوع واسع الانتشار وأعداده وافرة غير مهدد عالميًا. قد يشكل تغير المناخ تهديدًا طويل المدى، من خلال انتقال الموائل الجبلية الضرورية إلى ارتفاعات أعلى.

## التصنيف

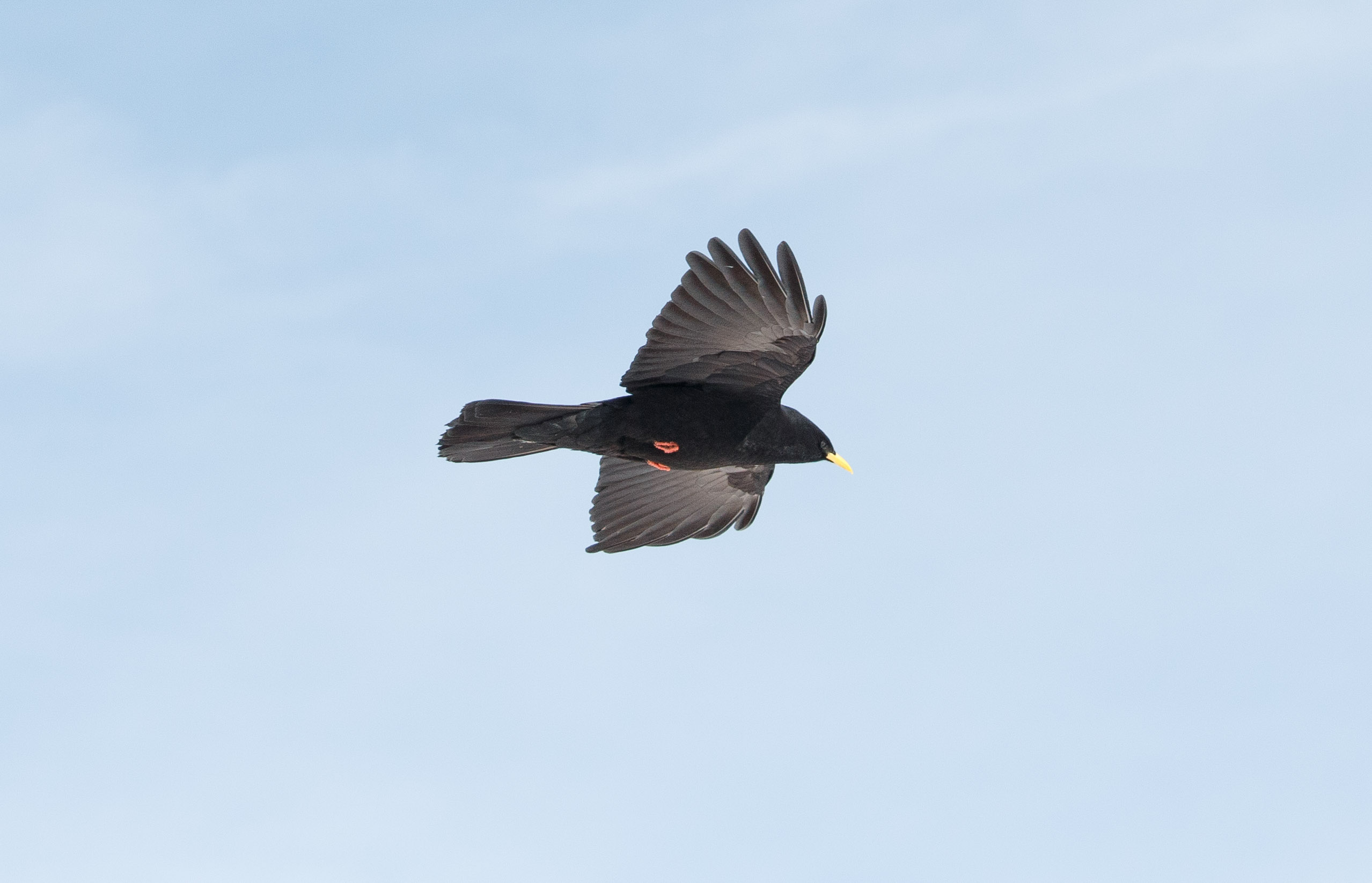
أثناء الطيران في شمال جبال الألب في فرنسا

أول من وَصف زُّمَّت الصرود علميًا هو كارولوس لينيوس وذلك باسم Corvus graculus في كتابه نظام الطبيعة في عام 1766. نَقله إلى جنسه الحالي Pyrrhocorax، مَرمَدوك تونستول في كتابه علم الطيور البريطاني (باللاتينية:Ornithologia Britannica) عام 1771. زُّمَّت الصرود هو أحد النوعين الوحيدين الذي ينتميان لهذا الجنس جنبًا إلى جنب مع الزُّمَّت أحمر المنقار. كان يُعتقد سابقًا أن أقرب الأقارب لطيور الزمت هي الغربان النمطية، وخاصة زيغان الزرع لكن تحليل الحمض النووي والسيتوكروم ب يُظهر أن جنس الزمت، له قرابة وثيقة مع الكُندش مُسنن الذيل من جنس Temnurus.
اسم الجنس مشتق من اليونانية والجزء الأول منه πυρρός (pyrrhos) يعني «لهبيّ اللون» والثاني κόραξ (korax) يعني «الغراب». الصفة المُحددة للنوع graculus هي كلمة لاتينية تعني زاغ الزرع.
لهذا النوع ثلاث نُوَيعات تختلف اختلافات طفيفة.
- النُوَيعة الزاغية (P. g. graculus): وهي النُوَيعة النَمَطِيّة وتنتشر في جنوب أوروبا والمغرب وتركيا والقوقاز وشمال إيران.[10]
- النُوَيعة الصبعاء (P. g. digitatus): أكبر حجمًا ولها ساقان أقوى من النُوَيعة النمطية. تنتشر في جنوب شرق تركيا وجنوبًا إلى لبنان وشرقًا إلى العراق وجنوب إيران.
- النُوَيعة الفُرسيثية (P. g. forsythi): تنتشر في مرتفعات وسط آسيا.

## الوصف

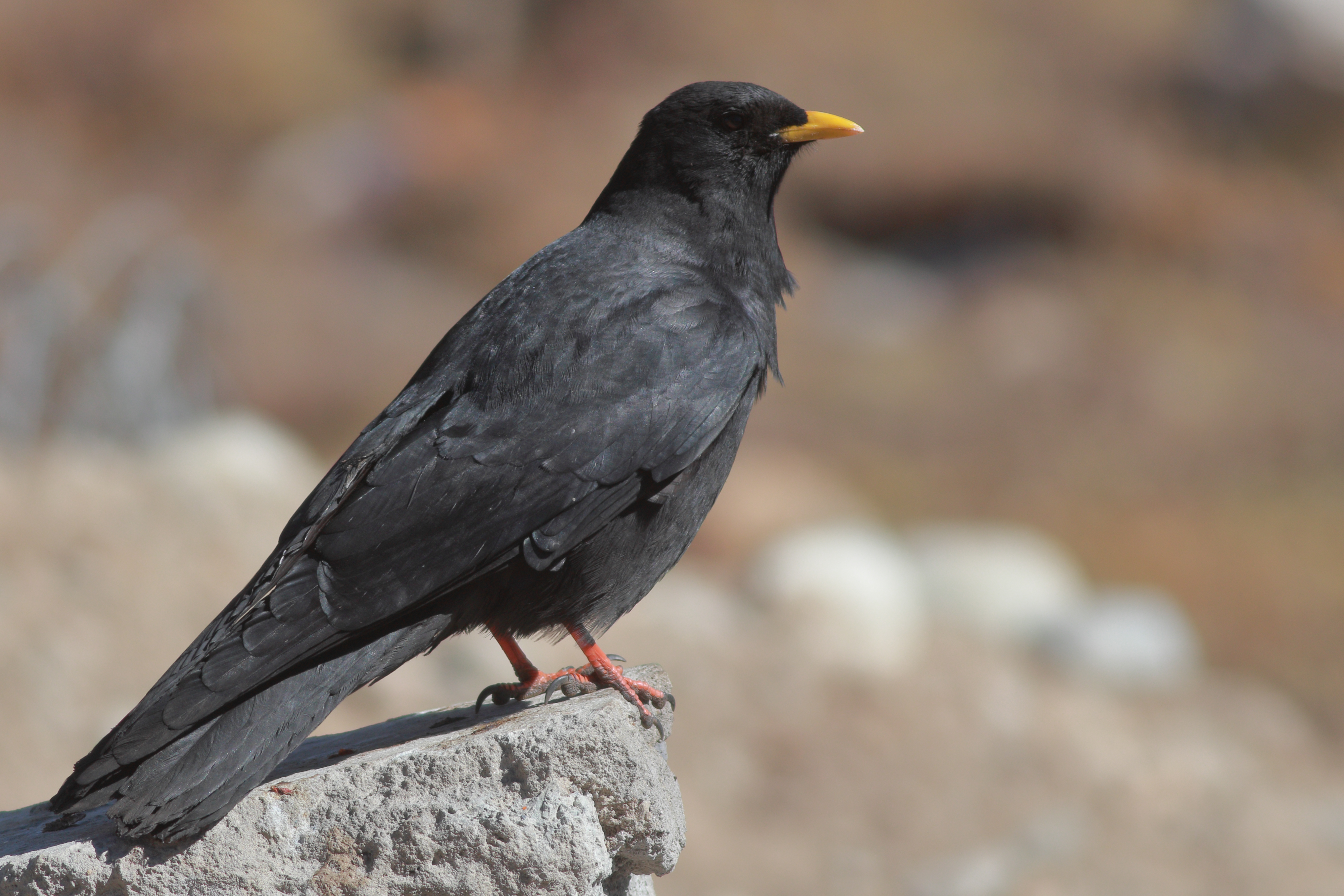
من شمال سيكيم في الهند.

للبالغ من النُوَيعة النمطية لزُّمَّت الصرود كِسوة سوداء لامعة، ومنقار أصفر قصير، وقُزحية بُنية داكنة، وساقان حمراوتان.  إنه أصغر قليلاً من الزُّمَّت أحمر المنقار، حيث يُراوح طوله الإجمالي بين 37 و39 سم وطول الذيل 12 و14 سم وباع الجناح يُراوح من 75 و85 سم، ولكن لديه ذيل أطول نسبيًا وأجنحته ضيقة وأقصر من قريبه وعند الجثوم لا تصل أطرافها لنهاية الذيل. طيرانه بهلواني خفيف مثل قريبه. الجنسان متطابقان في المظهر مع أن الذكر أكبر قليلاً من الأنثى. اليافع أدكن من البالغ وله منقار أصفر باهت وساقان بُنيتان. من غير المرجح أن يُخلط بين زُمَّت الصرود وأي نوع آخر؛ مع أن الزاغ الزرعي والزُّمَّت أحمر المنقار يُشاركانه نطاقه، إلا أن الزاغ الزرعي أصغر حجمًا وله كِسوة رمادية غير لامعة، والزُّمَّت أحمر المنقار له منقار أحمر طويل. يُراوح وزن البالغين بين 191 و252 غم.
طيران زمتان الصرود سريع وبهلواني ذو ضربات جناح عميقة فضفاضة. يرجع الفضل في قدرتها العالية على المناورة من خلال فتح الذيل وطي أجنحتها والتحليق في التيارات الصاعدة عند وجوه الأجراف. حتى في أثناء الطيران، يمكن تمييزه عن قريبه أحمر المنقار بأجنحته الأضيق وذيله الأطول والأكثر استدارة في نهايته.
تختلف نداءات زُمَّت الصرود المُرتعشة والمُصفرة تمامًا عن الأصوات التي تشبه الغربان عند زاغ الزرع والزُّمّت أحمر المنقار. لديه نداء إنذار متموج أيضًا، ومجموعة متنوعة من الزقزقة والصرصرة الهادئة الصادرة عند استراحة الطيور أو وتغذيها. في دراسة لنداءات الزمتان في كل المنطقة القطبية الشمالية القديمة، وُجد أن ترددات النداء في أصوات زمتان الصرود أظهرت علاقة عكسية بين حجم الجسم والتردد، حيث يكون أكثر حدة في الجمهرات صغيرة الجسم.

## الانتشار والموطن

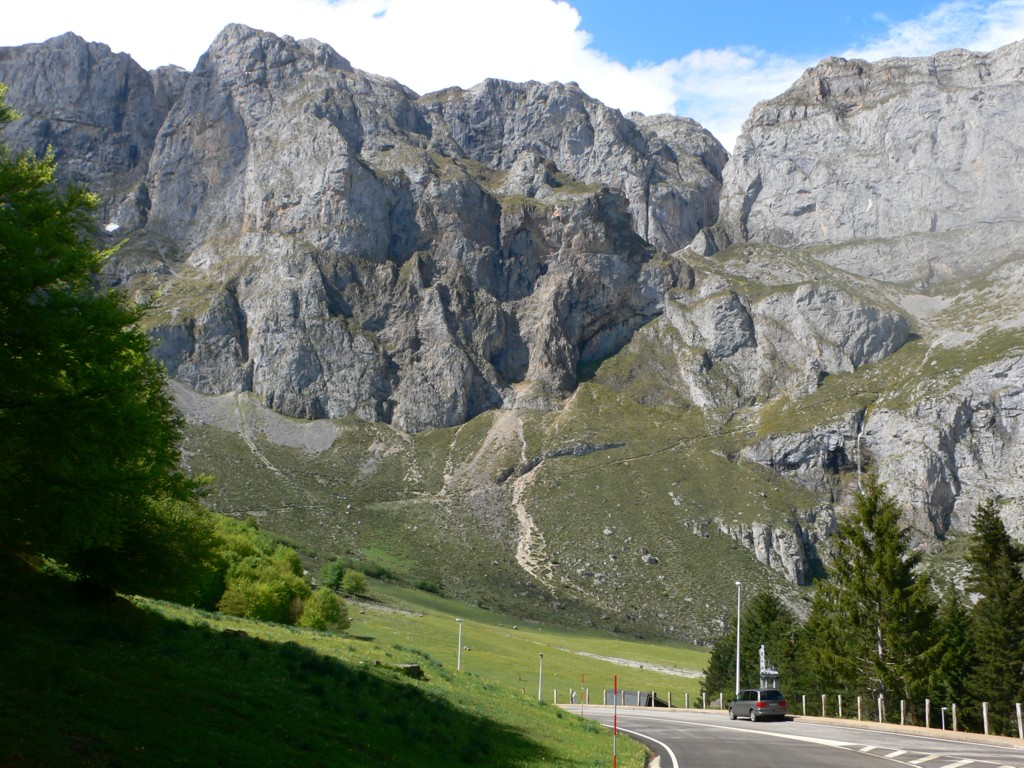
توفر الأجراف المُطلة على المراعي الجبلية مواقعًا للتعشيش.

ينتشر الزُّمّت أصفر المنقار في الجبال من إسبانيا شرقًا عبر جنوب أوروبا وجبال الألب وعبر آسيا الوسطى وجبال الهِملايا إلى غرب الصين. مع وجود جمهرات في المغرب وكُرسكة وكريت. وهو مقيم غير مهاجر في كل نطاقه، مع أن طيورًا من المغرب شكلت مستعمرة صغيرة بالقرب من مالقة في جنوب إسبانيا، ووصلت الطيور الشاردة إلى تشيكوسلوفاكيا وجبل طارق والمجر وقبرص.
هذا النوع يعيش على ارتفاعات عالية ويُفرخ عادة بين 1,260 و2,880 متر في أوروبا، وبين 2,880 و3,900 متر في المغرب، وبين 3500 و5000 متر في جبال الهِملايا. وقد فرخت على ارتفاع 6,500 متر، أعلى من أي نوع آخر من الطيور، متجاوزًا حتى قريبه الزمت أحمر المنقار، الذي يتمتع بنظام غذائي أقل تكيفًا مع الارتفاعات العالية. وقد رُصد وهو يتبع متسلقي الجبال الصاعدين إلى جبل إيفرست على ارتفاع 8,200. عادة ما يعشش في التجاويف والشقوق الموجودة على الأسطح الصخرية التي يصعب الوصول إليها، مع أنه قد يستخدم التجاويف بين الصخور في الحقول أحيانًا، ويقتات في الموائل المفتوحة مثل المروج الجبلية ومراكم الحصي نزولًا إلى خط الأشجار أو أقل، وفي الشتاء غالبًا ما تتجمع أسرابه حول المستوطنات البشرية ومنتجعات التزلج والفنادق والمرافق السياحية الأخرى. إن ولعها بالانتظار أمام نوافذ الفندق للحصول على الطعام يحظى بشعبية كبيرة بين السياح، ولكنه أقل شعبية بين أصحاب الفنادق.

## السلوك والبيئة

### التفريخ

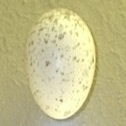
يختلف لون البيض من القِشدي إلى الآدم إلى الأخضر الفاتح، وله بقع بنية اللون.

يُعد زُمَّت الصرود اجتماعيًا أحادي التزاوج، ويُظهر إخلاصًا عاليًا للشريك صيفًا وشتاءً وسنة بعد أخرى. يبدأ التفريخ عادة في أوائل شهر ماي/أيار، ولا يُعشش في المُستعمرات، مع أنه في الموائل المناسبة قد تعشش عدة أزواج على مقربة من بعضها. تُبنى الأعشاش الضخمة من الجذور والعصي وسيقان النباتات وتُبطن بالعشب أو الأغصان الدقيقة أو الشعر، وتُبنى عادةً على الحواف أو في كهف أو شق مماثل في وجوه الأجراف أو في مبنى مهجور. تتكون الحضنة من 3 إلى 5 بيضات بيضاء لامعة، بمتوسط 33.9 طولًا و24.9 مم عرضًا، وهي مشوبة باللون الآدم أو القِشدي أو الأخضر الفاتح ومميزة ببقع بنية صغيرة؛ تحتضنها الأنثى لمدة تُراوح بين 14 و21 يومًا قبل الفقس. تفقس الفراخ مكسوة بريش زغبي كثيف على عكس تلك فراخ الزمت أحمر المنقار، والتي تكون شبه عارية، وتتريش بعد 29-31 يومًا من الفقس. تُطعم الفراخ من الوالدين، ويمكن أيضًا أن تُطعمها للطيور البالغة الأُخرى عندما تتريش وتنضم إلى السرب.  يمكن التفريخ في الجبال العالية لأن بيض هذا النوع يحتوي على مسام أقل من تلك الموجودة في الأنواع التي تقطن الأراضي المنخفضة، مما يقلل من فقدان الماء عن طريق التبخر عند الضغط الجوي المنخفض. الأجنة الخاصة بأنواع الطيور التي تُفرخ على ارتفاعات عالية أيضًا تمتلك الهيموغلوبين الذي يتميز بقابلية عالية محددة وراثيًا للأكسجين.
أما في جبال الألب الغربية الإيطالية فيعشش زُّمَّت الصرود في مجموعة متنوعة من المواقع أكثر من قريبه أحمر المنقار، وذلك في الأجراف الطبيعية والحُفر والمباني المهجورة، في حين أن الزُّمت أحمر المنقار يعشش في الأجراف الطبيعية فقط (مع أنه يعشش في المباني القديمة في أماكن أخرى). يضع زمت الصرود بيضه بعد ما يُقارب شهرًا من قريبه، مع أن نجاح التفريخ وسلوك التربية متشابه. من المفترض أن أوجه التشابه بين النوعين نشأت بسبب نفس القيود البيئية القوية على سلوك التكاثر. 
أظهرت دراسة أجريت على ثلاث جمهرات أوروبية مختلفة أن متوسط حجم الحضنة يبلغ 3.6 بيضة، وتنتج 2.6 فرخًا، منها 1.9 يتريش. تراوح معدل بقاء البالغين على قيد الحياة من 83 إلى 92%، مع عدم وجود فرق كبير بين الذكور والإناث. كان معدل بقاء الطيور في سنتها الأولى على قيد الحياة بنسبة 77٪ أي أقل من معدل بقاء الطيور البالغة. لم يؤثر توفر أو عدم توفر الغذاء البشري المُقدم من الأنشطة السياحية على نجاح التفريخ.

### الغذاء

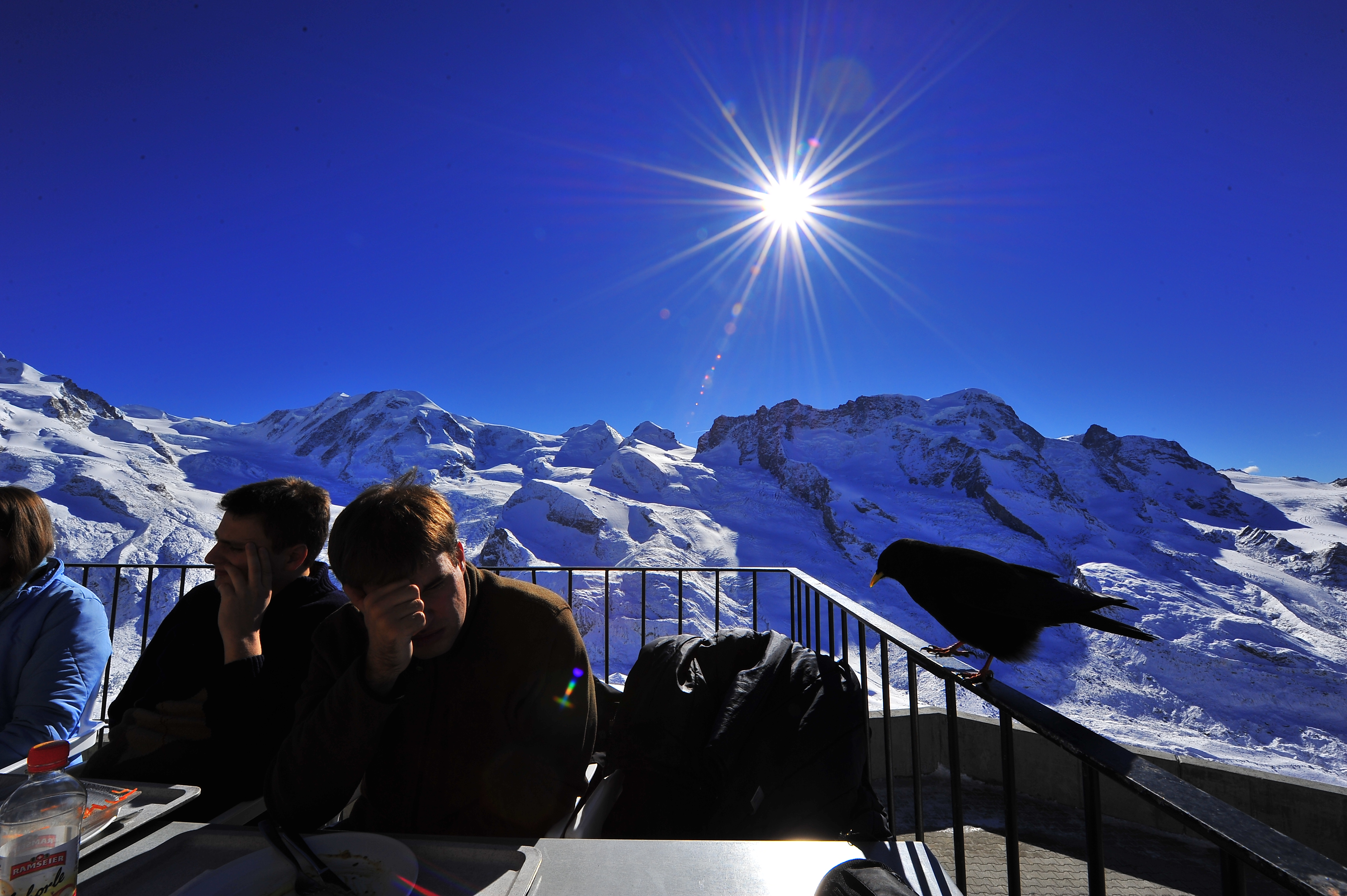
من المحتمل أن هذا الزمت الذي يجثم على حاجز بجانب زوار جورنيرجرات يبحث عن طعام تكميلي، في أعالي جبال الألب السويسرية.

في الصيف، يتغذى زمت الصرود رئيسيًا على اللافقاريات التي تُلتقط من المراعي، مثل الخنافس والحلازين والجنادب واليرقات ويرقات الذباب. النظام الغذائي في الخريف والشتاء وأوائل الربيع يصبح أساسًا من الفاكهة، بما في ذلك التوت مثل الميس الأوروبي والغاسول والدليك والمحاصيل الزراعية مثل التفاح والعنب والإجاص حين تتوفر. وقد لوحظ أكل زهور زعفران الربيع، ومنها المِدقات، ربما تُعد مصدرًا للكاروتينات. سوف يكمل الزمت نظامه الغذائي الشتوي بسهولة بالطعام الذي توفره الأنشطة السياحية في المناطق الجبلية، بما في ذلك منتجعات التزلج ومقالب النفايات ومناطق التنزه. وحيثما يتوفر الغذاء الإضافي، تكون الأسراب الشتوية أكبر عددًا وتشمل نسبة عالية من الطيور شبه البالغة. ترتاد الطيور اليافعة أساسًا المواقع التي تتوفر بها أكبر قدر من الغذاء، مثل مكبات النفايات. يقوم كلا النوعين من الزمت بإخفاء الطعام الحفر والشقوق، ويُخفي المخبأ بالقليل من الحصى.
يبحث هذا الطائر عن الغذاء في أسراب دائمًا، تكون أكبر في الشتاء من الصيف، ولها تكوين ثابت في كل موسم. عندما تكون الموارد الغذائية محدودة، تُهيمن الطيور البالغة على تلك اليافعة، وتستقوي الذكور على الإناث. تتغير مناطق البحث عن الغذاء على مدار العام، اعتمادًا على العوامل المناخية وتوافر الغذاء وجودته. خلال موسم التفريخ، تبقى الطيور فوق خط الأشجار، مع أنها قد تستهلك الطعام الذي يقدمه السياح في الملاجئ ومناطق التنزه.
تبدأ التحركات إلى المستويات الأدنى بعد أول تساقط للثلوج، وتتغذى نهارًا في قعور الوديان أو بالقرب منها عندما يزيد الغطاء الثلجي، مع أن من الطيور تعود إلى الجبال لتجثم لتُمضى الليل. في شهري مارس وأبريل، ترتاد الزمتان القرى الواقعة على قمم الوادي أو تتغذى في مناطق خالية من الثلوج قبل عودتها إلى المروج المرتفعة. قد تغطي رحلات البحث عن الغذاء 20 كم ومسافة 1600 متر. وفي جبال الألب تطور التزلج على ارتفاع 3000 متر مكن العديد من الطيور من البقاء على ارتفاعات عالية في فصل الشتاء.
في المناطق التي يوجد بها نوعان من الزُّمتان معًا، يكون التنافس على الغذاء محدودًا. أظهرت دراسة إيطالية أن الجزء النباتي من الحمية الغذائية الشتوية للزُّمتان حمراء المنقار كان كله تقريبًا من بُصيلات الزخرط، بينما تغذت زُّمتان الصرود على التوت والدليك. في يونيو، تتغذى الزمتان حمراء المنقار على يرقات حرشفيات الأجنحة، بينما تتغذى زمتان الصرود على شرانق الطيثارينات. في وقت لاحق من الصيف، استهلكت زمتان الصرود الجنادب أساسًا، في حين أضافت قريبتها حمراء المنقار شرانق الطيثارينات ويرقات الذباب والخنافس إلى حميتها الغذائية.

### التهديدات الطبيعية
تشمل المُفترسات لهذا النوع الشاهين والعُقاب الذهبية والبوهة الأوراسية، بينما يستهدف الغراب المألوف الفراخ.رُصد زُّمت الصرود وهو يغوص عند ثعلب أحمر تبتي. يبدو من المحتمل أن سلوك المُضايقة هذا قد يكون بمثابة نشاط لعب للتمرين عندما تكون هناك حاجة إلى تدابير دفاعية حقيقية لحماية البيض أو الصغار.
قد يكون زمت الصرود مُضيفًا لبرغوث الطيور واسع الانتشار، والديدان الشريطية، وأنواع مختلفة من القمل القارض.

## حالة الحفظ

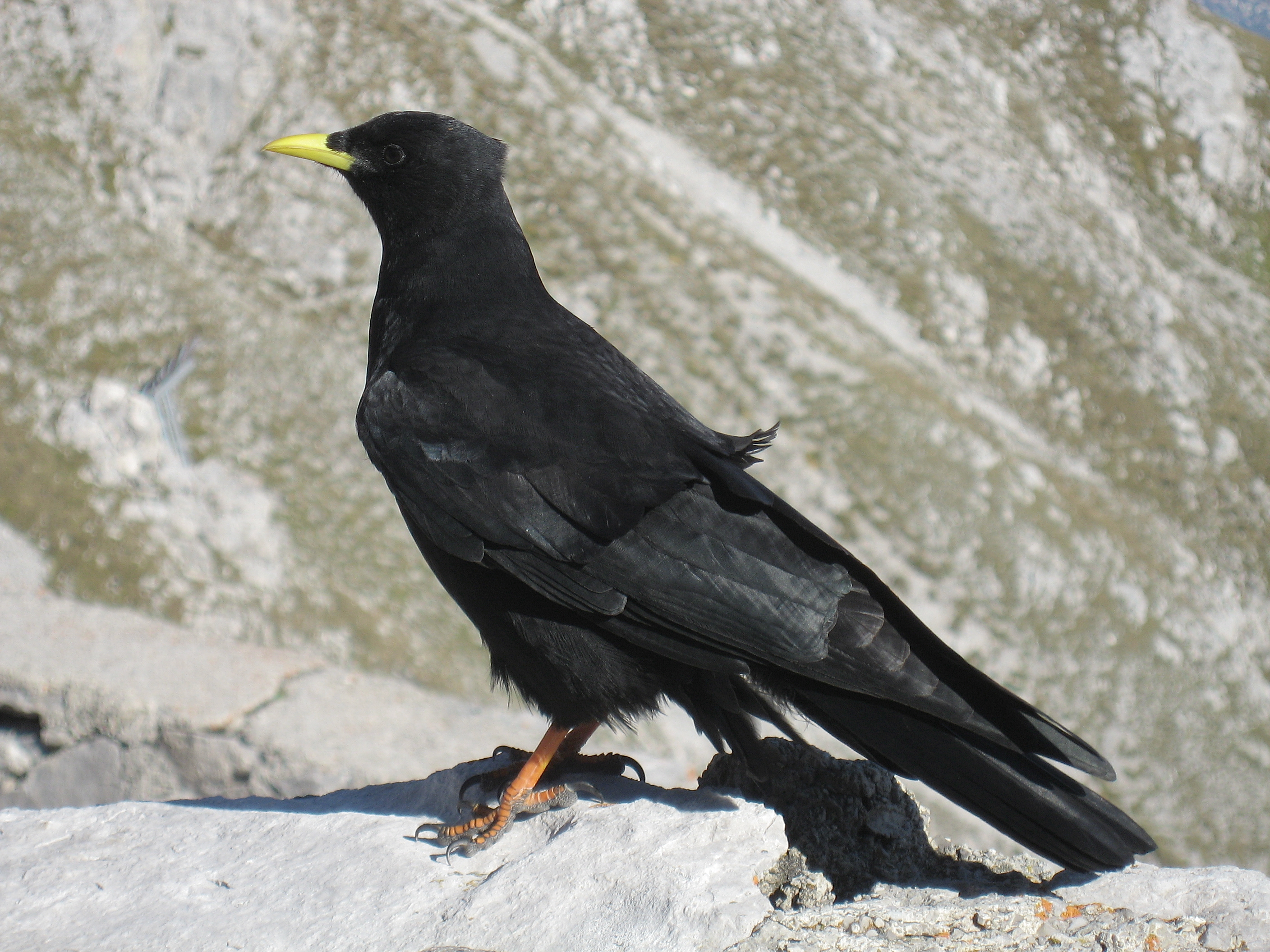
في جبال الألب في إنسبروك في النمسا

يملك زمت الصرود نطاقًا واسعًا، وإن كان مجزأً في بعض المناطق، ويقدر بمليون إلى 10 مليونات كيلومتر مربع، وعدد جمهرة كبير ما يقارب 260.000 و620.000 فردًا في أوروبا. تشير التقديرات إلى أن عدد جمهرة كُرسِكة يضم نحو 2500 طائر. لا يُعتقد أن هذا النوع يقترب على مدى نطاقه الكُلي من خطر انخفاض عدد الجمهرة العالمية في القائمة الحمراء للاتحاد الدولي لحفظ الطبيعة (أي انخفاض أكثر من 30٪ في عشر سنوات أو ثلاثة أجيال)، ولذلك يُصنف أنه نوع غير مُهدد.
يُفترض أنه في أقصى حد للفترة الجليدية الأخيرة منذ نحو 18000 سنة، أن جنوب أوروبا اتسم بالموائل المفتوحة الباردة، وعُثر على زمت الصرود في جنوب إيطاليا، خارج نطاقه الحالي. بعض هذه الجمهرات في عصور ما قبل التاريخ استمرت حتى وقت قريب، لكنها اختفت خلال القرنين الماضيين. في جبال تَترة البولندية، حيث نجت الجمهرة منذ العصر الجليدي، لم يوثق تفريخه بعد القرن التاسع عشر. في بلغاريا، انخفض عدد مواقع التفريخ من 77 بين عامي 1950 و1981 إلى 14 فقط في الفترة من 1996 إلى 2006، وكان عدد الأزواج في المستعمرات المتبقية أقل بكثير. ويُعتقد أن هذا الانخفاض يرجع إلى فقدان الأراضي العشبية المكشوفة السابقة والتي تحولت إلى أراضي الشُجيرات بمجرد توقف رعي الماشية على نطاق واسع. يمكن أيضًا فقدان موائل البحث عن الغذاء بسبب الأنشطة البشرية مثل بناء منتجعات التزلج وغيرها من التطوير السياحي في مروج الجبلية السابقة. أعداد الزمتان مستقرة أو متزايدة في المناطق التي تستمر فيها الزراعة الرعوية التقليدية أو غيرها من الزراعة منخفضة الكثافة، ولكنها آخذة في الانخفاض أو انقرضت محليًا حيث أدخلت أساليب الزراعة المكثفة، مثل برطانية وإنجلترا وجنوب غرب البرتغال والبر الرئيسي في إسكتلندا.
يمكن أن تكون الزمتان صفراء المنقار مهددة محليًا بسبب تراكم المبيدات الحشرية والمعادن الثقيلة في التربة الجبلية، والأمطار الغزيرة، وإطلاق النار وغيرها من الازعاجات البشرية، ولكن التهديد على المدى الطويل يأتي من الاحتباس الحراري، الأمر الذي من شأنه أن يتسبب في تحول المنطقة المناخية المفضلة لهذا النوع في الجبال إلى مناطق أعلى وأكثر تقييدا، أو اختفاءها محليا تماما. عُثر على حفريات لكلا النوعين من الزمتان في جبال جزر الكناري. قد يكون الانقراض المحلي لزمتان الصرود وانخفاض نطاق الزمتان حمراء المنقار في الجزر بسبب تغير المناخ أو النشاط البشري.